# Reinhard Bühling
Reinhard Bühling (* 21. Januar 1926 in Erfurt; † 25. August 2012) war ein deutscher Politiker (SPD) und Jurist.
Nach dem Schulbesuch in Erfurt wurde Bühling 1944 zur Wehrmacht eingezogen und nahm als Soldat am Zweiten Weltkrieg teil. Am 21. Februar 1944 beantragte er die Aufnahme in die NSDAP und wurde zum 20. April desselben Jahres aufgenommen (Mitgliedsnummer 9.969.387). Bei Kriegsende geriet er in Gefangenschaft, aus der er im Mai 1947 entlassen wurde. Anschließend studierte er Rechtswissenschaft an den Universitäten in Jena und Berlin. Er arbeitete ab 1955 als Amtsrichter in Berlin-Kreuzberg, wurde 1957 Justitiar beim Berliner Senator für Volksbildung Joachim Tiburtius und war von 1960 bis 1965 Magistratsdirektor beim Bezirksamt Schöneberg. Danach war er als Rechtsanwalt in Berlin-Buckow tätig. Von 1974 bis 1981 fungierte er als Kuratoriumspräsident der Deutschen Stiftung für Internationale Entwicklung.
Bühling trat 1949 in die SPD ein und war später Vorsitzender des SPD-Ortsverbandes Neukölln. Bühling war von 1958 bis 1963 Mitglied der Bezirksverordnetenversammlung im Bezirk Wilmersdorf und wurde dort 1961 zum Vorsitzenden der SPD-Fraktion gewählt. Von 1963 bis 1965 war er Mitglied des Berliner Abgeordnetenhauses. Dem Deutschen Bundestag gehörte er von 1965 bis 1980 sowie vom 6. Juli 1981, als er für den verstorbenen Abgeordneten Horst Korber nachrückte, bis 1983 an. In allen Wahlperioden war er als West-Berliner Abgeordneter ins Parlament eingezogen.